# Polekhovskyita
La polekhovskyita és un mineral de la classe dels elements natius. Rep el nom en honor de Yury Stepanovich Polekhovsky (Юрий Степанович Полеховский) (1947–2018), geòleg i mineralogista rus, per les seves contribucions als estudis dels minerals opacs, inclosos els fosfurs.

## Característiques
La polekhovskyita és un fosfur de fórmula química MoNiP₂, sent el primer fosfur de molibdè terrestre. Es troba químicament relacionada amb la monipita i la tsikourasita. Va ser aprovada com a espècie vàlida per l'Associació Mineralògica Internacional l'any 2019, sent publicada l'any 2022. Cristal·litza en el sistema hexagonal.
L'exemplar que va servir per a determinar l'espècie, el que es coneix com a material tipus, es troba conservat a les col·leccions del Museu Mineralògic Fersmann, de l'Acadèmia de Ciències de Rússia, a Moscou (Rússia), amb el número de registre: 5287/1.

## Formació i jaciments
Va ser descoberta a Halamish wadi, a la conca de l'Hatrurim del Consell Regional de Tamar (Districte del Sud, Israel). Aquest indret és l'únic a tot el planeta on ha estat descrita aquesta espècie mineral.